# Stevie Jackson
Stevie Jackson född 16 januari 1969, är en skotsk musiker och låtskrivare. Han spelar sologitarr och sjunger i det Glasgowbaserade indierockbandet Belle and Sebastian.
Innan Jackson gick med i Belle and Sebastian var han med i det nu nedlagda The Moondials, ett band som släppte en singel på Electric Honey, ett skivbolag som senare skulle släppa Belle and Sebastians debutalbum Tigermilk.

## Belle & Sebastian-låtar skrivna av Stevie Jackson
- Seymour Stein (från The Boy with the Arab Strap)
- Chickfactor (från The Boy with the Arab Strap)
- The Wrong Girl (från Fold Your Hands Child, You Walk Like a Peasant)
- Jonathan David (från Jonathan Davidsingeln)
- Wandering Alone (från Storytelling)
- Roy Walker (från Dear Catastrophe Waitress)
- I Believe in Travellin' Light (från I'm a Cuckoosingeln)
- To Be Myself Completely (från The Life Pursuit)
- I Took a Long Hard Look (från Funny Little Frogsingeln)
- Mr Richard (från The Blues Are Still Bluesingeln)
- Long Black Scarf (från White Collar Boysingeln)